# Gudrun Pausewang
Gudrun Pausewang (ur. 3 marca 1928 w Mladkovie, zm. 23 stycznia 2020 w Bambergu) – niemiecka pisarka i pedagog. Autorka ok. dziewięćdziesięciu powieści dla dorosłych, dzieci i młodzieży. W 1999 roku otrzymała Order Zasługi Republiki Federalnej Niemiec.

## Życiorys
Pausewang urodziła się w Mladkovie, we wschodnich Czechach. Miała pięcioro rodzeństwa, jej siostra Freya Pausewang również jest pisarką. W czasie II wojny światowej zginął jej ojciec. Po wojnie jej rodzina osiedliła się Niemczech Zachodnich. W 1948 roku ukończyła szkołę w Wiesbaden, a następnie uczyła się w instytucie pedagogiki w Weilburg. Po jej ukończeniu pracowała jako nauczycielka w szkole podstawowej i średniej. W 1956 roku wyjechała do Chile, gdzie uczyła w niemieckich szkołach przez pięć lat i dwa i pół roku w Wenezueli. W tym czasie podróżowała po Ameryce Środkowej, Północnej i Południowej. Odwiedziła m.in. Amazonię, Ziemię Ognistą, Peru, Boliwię, Kolumbię i Meksyk.
Pod koniec 1963 roku wróciła do Niemiec, gdzie dalej pracowała jako nauczycielka. Cztery lata później wyjechała ze swoim mężem Hermannem Wilcke do Kolumbii, gdzie przez pięć lat uczyła w Deutsche Schule Barranquilla. W 1972 roku wróciła do Niemiec ze swoim dwuletnim synem. Od tego czasu mieszka w Schlitz. Do przejścia na emeryturę w 1989 roku pracowała tam jako nauczycielka. Jednym z jej uczniów był późniejszy dziennikarz i pisarz Florian Illies. W 1998 roku uzyskała stopień doktora na Uniwersytecie we Frankfurcie nad Menem z rozprawą „Vergessene Jugendschriftsteller der Erich-Kästner-Generation”.
Jest autorką około dziewięćdziesięciu powieści dla dorosłych, dzieci i młodzieży. Wiele z nich dotyka kwestii Trzeciego Świata, ochrony środowiska i ruchu antynuklearnego. W latach 90. napisała serię książek dla młodzieży poruszających kwestię narodowy socjalizmu, którego skutki sama doświadczyła jako młoda osoba. Za swoją twórczość otrzymała wiele nagród literackich, w tym Deutscher Jugendliteraturpreis.
W powieści Die Wolke Pausewang opisuje doświadczenia ofiary promieniowania po super-GAU w niemieckiej elektrowni jądrowej. Na podstawie powieści nakręcono w 2006 roku film Chmura. W powieści Noch lange danach ponownie poruszyła ryzyko związane z technologią jądrową opierając się na katastrofie nuklearnej w Fukushimie.

## Nagrody

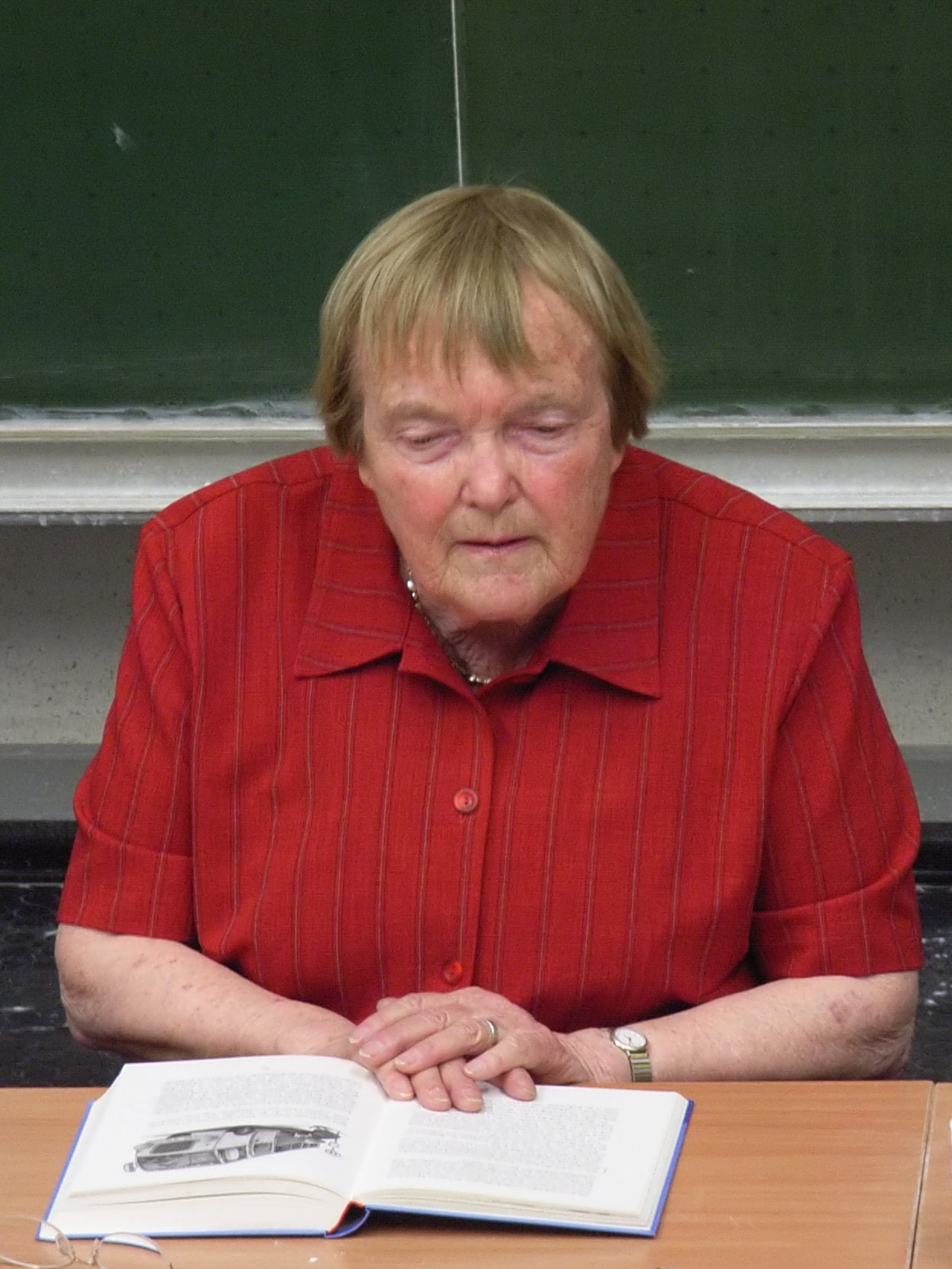
Gudrun Pausewang, 2008

- 1977: Buxtehuder Bulle za Die Not der Familie Caldera
- 1981: La vache qui lit za Ich habe Hunger – ich habe Durst
- 1981: Preis der Leseratten za Ich habe Hunger – ich habe Durst
- 1983: La vache qui lit za Die letzten Kinder von Schewenborn
- 1983: Buxtehuder Bulle za Die letzten Kinder von Schewenborn
- 1988: Deutscher Science Fiction Preis za Chmura
- 1988: Deutscher Jugendliteraturpreis za Chmura
- 1988: Kurd-Laßwitz-Preis za Chmura
- 1990: Bücherlöwe za Chmura
- 1998: George-Konell-Preis der Landeshauptstadt Wiesbaden
- 1999: Heinrich-Wolgast-Preis za Hörst du den Fluß, Elin?
- 1999: Order Zasługi Republiki Federalnej Niemiec
- 2009: Eduard-Bernhard-Preis des BUND Hessen za Chmura
- 2009: Großer Preis der Deutschen Akademie für Kinder- und Jugendliteratur e.V. Volkach
- 2017: Deutscher Jugendliteraturpreis

## Wybrane dzieła
- Rio Amargo oder das Ende des Weges (1959)
- Der Weg nach Tongay (1965)
- Plaza Fortuna (1966)
- Boliwijskie wesele (1968)
- Südamerika aus erster Hand (1970)
- Guadalupe (1970)
- Porwanie doni Agaty (1971)
- Hinterm Haus der Wassermann (1972)
- Aufstieg und Untergang der Insel Delfina (1973)
- Und dann kommt Emilio (1974)
- Karneval und Karfreitag (1976)
- Kunibert und Killewamba (1976)
- Die Not der Familie Caldera (1977)
- Auf einem langen Weg (1978)
- Wie gewaltig kommt der Fluß daher (1978)
- Der Streik der Dienstmädchen (1979)
- Rosinkawiese (1980)
- Ich habe Hunger, ich habe Durst (1981)
- Die Freiheit des Ramon Acosta (1981)
- Steckenbein und Steckenbeinchen (1982)
- Frieden kommt nicht von allein (1982)
- Die Prinzessin springt ins Heu (1982)
- Die letzten Kinder von Schewenborn (1983)
- Kinderbesuch (1984)
- Etwas läßt sich doch bewirken (1984)
- Wer hat Angst vor Räuber Grapsch? (1984)
- Das Sonnenfest (1985)
- Friedens-Geschichten (1985)
- Pepe Amado (1986)
- Guten Tag, lieber Feind (1986)
- Ein wilder Winter für Räuber Grapsch (1986)
- Ich hab einen Freund in Leningrad. Grenzen überwinden (1986)
- Chmura (1987)
- Ein Eigenheim für Räuber Grapsch (1987)
- Ich gebe nicht auf (1987)
- Das Tor zum Garten der Zambranos (1988)
- Kreuz und quer übers Meer (1988)
- Der Großvater im Bollerwagen (1988)
- Die Kinder in der Erde (1988)
- Fern von der Rosinkawiese (1989)
- Zwei hungrige Freunde (1989)
- Die Koselmühle (1989)
- Triller im Truseltal (1989)
- Kreuzweg für die Schöpfung (1990)
- Geliebte Rosinkawiese (1990)
- Es ist doch alles grün (1991)
- Wetten, daß Goethe den Wahnsinn verböte (1992)
- Das große Buch vom Räuber Grapsch (1992)
- Reise im August (1992)
- Der Schlund (Roman, 1993)
- Rotwengel-Saga (1993)
- Das Ei auf Feuerland (1993)
- Was ich dir noch sagen wollte (1993)
- Die Kinder in den Bäumen (1994)
- Der Glückbringer (Roman, 1995)
- Der Weihnachtsmann im Kittchen (1995)
- Die Seejungfrau in der Sardinenbüchse (1995)
- König Midas mit den Eselsohren (1995)
- Die Verräterin (Jugendliteratur 1995)
- Einfach abhauen (1996)
- Wie es den Leuten von der Rosinkawiese nach dem Krieg erging (1996)
- Wiedersehen mit Anna (1997)
- Adi, Jugend eines Diktators (1997)
- Ich geb dir noch eine Chance, Gott! (1997)
- Hörst du den Fluss, Elin? (1998)
- Warum eigentlich nicht (1998)
- Was wisst ihr denn von mir (1998)
- Barfuß durch die große Stadt (1999)
- Vergessene Schriftsteller der Erich Kästner-Generation (1999)
- Hallo Vetter Quijote (1999)
- Roller und Rosenkranz (2000)
- Macht euch euren Krieg allein! (2000)
- Du darfst nicht schreien (2000)
- Tod einer Touristin (2000)
- Oma, wie war Weihnachten früher? (2001)
- Onkel Hugo und der Zauberer (2002)
- Dort, wo zwei Monde scheinen (2002)
- Und was mach ich? oder Der Traum vom Fliegen (2003)
- Regine und der Medizinmann (2003)
- Der Spinatvampir (2003)
- Ich war dabei. Geschichten gegen das Vergessen (2004)
- Überleben! (2005)
- Die Meute (2006)
- Aufmüpfige Geschichten (2006)
- Ärmer werden … na und! Denkanstöße nicht nur für junge Leute (2006)
- Die Räuberschule (2007)
- Erlaubter Humor im Nationalsozialismus (1933–1945) (2007)
- Neues vom Räuber Grapsch (2008)
- Ein wunderbarer Vater (2009)
- Pacrakontoj (2009)
- Die Oma im Drachenbauch und andere Omageschichten (2010)
- Au revoir, bis nach dem Krieg (2012)
- Noch lange danach (2012)
- Der einhändige Briefträger oder ein Herbst, ein Winter, ein Frühling, Ravensburger (2015)
- König Midas mit den Eselsohren (2015)